# Jarrell Brantley
Jarrell Isaiah Brantley (Charleston, 7 giugno 1996) è un cestista statunitense.

## Carriera
Dopo aver trascorso la carriera universitaria con i Charleston Cougars, nel 2019 si dichiara per il Draft NBA, venendo chiamato con la 50ª scelta assoluta dagli Indiana Pacers, che lo cedono subito agli Utah Jazz.

## Statistiche

### NCAA
| Anno      | Squadra      | PG  | PT  | MP   | TC%  | 3P%  | TL%  | RP  | AP  | PRP | SP  | PP   |
| --------- | ------------ | --- | --- | ---- | ---- | ---- | ---- | --- | --- | --- | --- | ---- |
| 2015-2016 | CofC Cougars | 31  | 31  | 28,4 | 46,0 | 33,3 | 71,3 | 7,3 | 1,3 | 1,3 | 0,5 | 11,6 |
| 2016-2017 | CofC Cougars | 35  | 34  | 32,0 | 45,9 | 36,9 | 75,8 | 8,4 | 1,2 | 1,1 | 0,7 | 14,2 |
| 2017-2018 | CofC Cougars | 24  | 21  | 32,3 | 50,0 | 38,5 | 82,1 | 7,1 | 1,7 | 1,0 | 0,8 | 17,3 |
| 2018-2019 | CofC Cougars | 33  | 33  | 33,9 | 51,7 | 32,8 | 78,5 | 8,4 | 2,4 | 1,4 | 0,9 | 19,4 |
| Carriera  | Carriera     | 123 | 119 | 31,7 | 48,7 | 35,3 | 76,8 | 7,9 | 1,7 | 1,2 | 0,7 | 15,5 |

#### Massimi in carriera
- Massimo di punti: 30 vs Drexel (10 febbraio 2018)[3]
- Massimo di rimbalzi: 17 vs Virginia Commonwealth (15 dicembre 2018)
- Massimo di assist: 7 vs William & Mary (21 febbraio 2019)
- Massimo di palle rubate: 4 (4 volte)
- Massimo di stoppate: 3 (8 volte)
- Massimo di minuti giocati: 42 vs Northeastern (6 marzo 2018)

### NBA

#### Regular Season
| Anno      | Squadra   | PG | PT | MP   | TC%  | 3P%  | TL%  | RP  | AP  | PRP | SP  | PP  |
| --------- | --------- | -- | -- | ---- | ---- | ---- | ---- | --- | --- | --- | --- | --- |
| 2019-2020 | Utah Jazz | 9  | 0  | 10,7 | 35,7 | 23,1 | 50,0 | 2,2 | 1,2 | 0,3 | 0,6 | 2,7 |
| 2020-2021 | Utah Jazz | 28 | 0  | 4,9  | 48,1 | 42,9 | 100  | 1,0 | 0,5 | 0,3 | 0,1 | 2,3 |
| 2022-2023 | Utah Jazz | 4  | 0  | 9,8  | 57,1 | 44,4 | 100  | 1,5 | 0,8 | 0,0 | 0,5 | 5,5 |
| Carriera  | Carriera  | 41 | 0  | 6,7  | 45,7 | 38,0 | 83,3 | 1,3 | 1,7 | 0,2 | 0,2 | 2,7 |

#### Play-off
| Anno     | Squadra   | PG | PT | MP  | TC% | 3P% | TL%  | RP  | AP  | PRP | SP  | PP  |
| -------- | --------- | -- | -- | --- | --- | --- | ---- | --- | --- | --- | --- | --- |
| 2020     | Utah Jazz | 2  | 0  | 6,5 | 0,0 | 0,0 | 50,0 | 2,0 | 1,0 | 0,0 | 0,5 | 0,5 |
| 2021     | Utah Jazz | 2  | 0  | 1,5 | 0,0 | -   | 50,0 | 0,5 | 0,0 | 0,0 | 0,0 | 0,5 |
| Carriera | Carriera  | 4  | 0  | 4,0 | 0,0 | 0,0 | 50,0 | 1,3 | 0,5 | 0,0 | 0,3 | 0,5 |

#### Massimi in carriera
- Massimo di punti: 13 (3 volte)[4]
- Massimo di rimbalzi: 6 vs San Antonio Spurs (7 agosto 2020)
- Massimo di assist: 6 vs San Antonio Spurs (13 agosto 2020)
- Massimo di palle rubate: 2 (2 volte)
- Massimo di stoppate: 1 (10 volte)
- Massimo di minuti giocati: 29 vs San Antonio Spurs (13 agosto 2020)

### G League
| Anno      | Squadra       | PG | PT | MP   | TC%  | 3P%  | TL%  | RP  | AP  | PRP | SP  | PP   |
| --------- | ------------- | -- | -- | ---- | ---- | ---- | ---- | --- | --- | --- | --- | ---- |
| 2019-2020 | S.L.C. Stars  | 33 | 33 | 32,4 | 51,2 | 33,3 | 74,4 | 7,6 | 3,7 | 1,4 | 0,5 | 18,8 |
| 2021-2022 | Greens. Swarm | 10 | 0  | 22,2 | 37,6 | 21,1 | 62,5 | 5,7 | 2,4 | 1,3 | 0,7 | 10,2 |
| Carriera  | Carriera      | 43 | 33 | 30,1 | 48,7 | 31,0 | 72,6 | 7,2 | 3,4 | 1,4 | 0,5 | 16,8 |

### Eurolega
| Anno      | Squadra      | PG | PT | MP   | TC%  | 3P%  | TL%  | RP  | AP  | PRP | SP  | PP  |
| --------- | ------------ | -- | -- | ---- | ---- | ---- | ---- | --- | --- | --- | --- | --- |
| 2021-2022 | UNICS Kazan' | 23 | 12 | 13,0 | 31,9 | 14,3 | 68,4 | 1,6 | 0,5 | 0,9 | 0,1 | 3,3 |
| Carriera  | Carriera     | 23 | 12 | 13,0 | 31,9 | 14,3 | 68,4 | 1,6 | 0,5 | 0,9 | 0,1 | 3,3 |